# Euphorbia stictospora
Euphorbia stictospora är en törelväxtart som beskrevs av Georg George Engelmann. Euphorbia stictospora ingår i släktet törlar, och familjen törelväxter. Inga underarter finns listade i Catalogue of Life.